# Errico Petrella
Errico Petrella, italijanski operni skladatelj, * 10. december 1813, Palermo, Sicilija, † 7. april 1877, Genova, Kraljevina Italija.
Svojčas je bil eden izmed vodilnih in uspešnih opernih skladateljev, sčasoma pa je njegovo delo utonilo v pozabo. 

## Opere (izbor)
- Il diavolo color di rosa (1828)
- Le precauzioni ali Beneški karneval (1851)
- Elena di Tolosa (1852)
- Marco Visconti (1854)
- Jone ali Zadnji dnevi Pompejev (1858)
- Il duca di Scilla (1859)
- Virginia (1861)
- I promessi sposi (1869)
- Manfredo (1872)
- Bianca Orsini (1874)